# 테마쇼 인체여행
《테마쇼 인체여행》는 대한민국의 KBS 2TV에서 2000년 10월 9일부터 2001년 4월 23일까지 방송되었던 건강 정보 프로그램으로 메인 MC 이경규는 KBS 진출작이었던 <이경규 심현섭의 행복남녀>가 일본 프로그램 표절 시비에 휘말려 2000년 가을개편을 맞아 조기종영되는 수모를 겪은 뒤 해당 프로그램으로 KBS에서 재기를 노렸다.
하지만, 정면으로 다루어야 할 정보를 선정적으로 다룬 것 뿐 아니라 웃기기 일변도의 구성과 진행, 농담과 은어 등으로 시청자를 소외시켜 시청률 부진을 면치 못해 봄개편을 맞아 폐지되었다.
결국 이경규는 2006년 3월 13일 시작된 KBS 2TV 그랑프리쇼 여러분으로 KBS 신설 프로그램 MC 복귀를 할 수 있었는데 이에 앞서 2003년 가을개편 때 시작된 같은 채널 스펀지 진행자 물망에 올랐으나 스스로 포기했다.

## 출연진
- 이경규 - 진행자